# Teodora Glücksburg (1906–1969)
Teodora Glücksburg, zw. Dolla, gr. Θεοδώρα Γκλύξμπουργκ, niem. Theodora von Glücksburg zu Griechenland und Dänemark (ur. 30 maja 1906 w Tatoi, zm. 16 października 1969 w Konstancji) – grecka arystokratka, księżniczka Grecji i Danii, tytularna wielka księżna i margrabina Badenii jako żona Bertolda.

## Życiorys
Urodziła się jako drugie z pięciorga dzieci Andrzeja (1882–1944), księcia Grecji i Danii, oraz Alicji Battenberg (1885–1969). Imię otrzymała na cześć cesarzowej bizantyńskiej Teodory. Miała starszą siostrę Małgorzatę (1905–1981), młodsze Cecylię (1911–1937) i Zofię (1914–2001) oraz brata Filipa (1921–2021). Wychowywała się w Atenach i Korfu. W rozmowach z matką używała języka angielskiego, ale równie biegle porozumiewała się po grecku, francusku i niemiecku. Otrzymała staranne wykształcenie domowe, typowe dla przedstawicieli arystokracji tego okresu. W 1907–1909 w związku z niestabilną sytuacją polityczną domu panującego, rodzina Teodory często przebywała w podróży, w Wielkiej Brytanii, Rosji, Hesji i na Malcie. W 1917–1920 przebywała z rodziną na emigracji w Szwajcarii, zamieszkując w Lucernie. W 1920 jej rodzina ponownie zamieszkała w Korfu. W tym okresie Teodora wraz z siostrą Małgorzatą rozwijały młodzieńcze zainteresowania archeologią.
W latach 1922–1936 w związku ze skazaniem ojca na banicję, ponownie na emigracji. Początkowo zamieszkała z rodzicami w Saint-Cloud, zaproszonych przez Marię Bonaparte. Dzięki udzielonemu wsparciu finansowemu ciotek Anastazji Stewart i Edwiny Ashley, w 1924–1929 Teodora studiowała archeologię i historię sztuki na Uniwersytecie Paryskim.
W 1931 po zawarciu małżeństwa z Bertoldem Badeńskim zamieszkała w Salem. Za pośrednictwem męża poznała Axela Munthego, z którym się zaprzyjaźniła. W 1932–1941 prowadziła wraz z mężem prywatną szkołę średnią, której ostatecznie nie udało im się uratować przed upaństwowieniem. W okresie rządów nazistowskich małżeństwo ukrywało w swojej posiadłości Żydów, którym pomagali wyjechać za granicę, początkowo do Grecji i Danii, następnie do Wielkiej Brytanii. Po wybuchu II wojny światowej Teodora zaangażowała się w pracę dla Niemieckiego Czerwonego Krzyża. Po zakończeniu działań wojennych powróciła do pracy w ponownie otworzonej szkole. W 1948, w wyniku pogorszenia stanu zdrowia, wycofała się z pracy pedagogicznej. Zmarła w 1969 na zawał serca w szpitalu w Konstancji. Została pochowana w kościele św. Weroniki przy zamku w Salem.

## Rodzina
17 sierpnia 1931 w Baden-Baden wyszła za mąż za Bertolda Badeńskiego (1906–1963), pretendenta do tronu byłej Badenii, syna Maksymiliana (1867–1929) i Marii Ludwiki Hanowerskiej (1879–1948). Ślub odbył się w podwójnej ceremonii, prawosławnej i luterańskiej. Ze związku pochodzi troje dzieci:
- Małgorzata Alicja Tyra Wiktoria Maria Ludwika Scholastyka (1932–2013) ⚭ Tomisław Karadziordziewić (1928–2000), syn Aleksandra Jednoczyciela (1888–1934), kr. Jugosławii, i Marii Hohenzollern-Sigmaringen (1900–1961);
- Maksymilian Andrzej Fryderyk Gustaw Ernest August Bernard (1933–2022) ⚭ Waleria Izabela Habsburg-Lotaryńska (ur. 1941), córka Huberta Salwatora (1894–1971) i Rozalii zu Salm-Salm (1904–2001);
- Ludwik Wilhelm Jerzy Ernest Krzysztof (ur. 1937) ⚭ Marianna von Auersperg-Breunner (ur. 1943).

## Odznaczenia
- Dama Krzyża Wielkiego Orderu śś. Olgi i Zofii I kl.,
- Komandor Orderu Dobroczynności,
- Odznaka Pamiątkowa 100-lecia Greckiego Domu Królewskiego (1963),
- Dama Krzyża Wielkiego Orderu Wierności (17 sierpnia 1931),
- Medal Koronacyjny Królowej Elżbiety II (2 czerwca 1953).

## Genealogia
| Prapradziadkowie               | Fryderyk Wilhelm Glücksburg (1785–1831) ∞ 1810 Ludwika Karolina Heska-Kassel (1789–1867) | Wilhelm Heski (1787–1867) ∞ 1810 Ludwika Karolina Oldenburg (1789–1864)           | car Rosji Mikołaj I Pałkin (1796–1855) ∞ 1817 Aleksandra Fiodorowna (1798–1860)    | ks. Saksonii-Altenburga Józef (1789–1868) ∞ 1817 Amelia Wirtemberska (1799–1848)   | w. ks. Hesji Ludwik II (1777–1848) ∞ 1804 Wilhelmina Badeńska (1788–1836) | Maurycy Hauke-Bosak (1775–1830) ∞ 1799 Zofia Lafontaine (1790–1831) | Karol Heski (1809–1879) ∞ 1836 Elżbieta Hohenzollern (1815–1885)     | Albert Koburg (1819–1861) ∞ 1840 kr. Wielkiej Brytanii Wiktoria (1819–1901) |
| Pradziadkowie                  | kr. Danii, Chrystian IX (1818–1906) ∞ 1842 Ludwika Heska-Kassel (1817–1898)              | kr. Danii, Chrystian IX (1818–1906) ∞ 1842 Ludwika Heska-Kassel (1817–1898)       | Konstanty Nikołajewicz Romanow (1827–1892) ∞ 1848 Aleksandra Josifowna (1830–1911) | Konstanty Nikołajewicz Romanow (1827–1892) ∞ 1848 Aleksandra Josifowna (1830–1911) | Aleksander Heski (1823–1888) ∞ 1851 Julia Hauke (1825–1895)               | Aleksander Heski (1823–1888) ∞ 1851 Julia Hauke (1825–1895)         | w. ks. Hesji, Ludwik IV (1837–1892) ∞ 1861 Alicja Koburg (1843–1878) | w. ks. Hesji, Ludwik IV (1837–1892) ∞ 1861 Alicja Koburg (1843–1878)        |
| Dziadkowie                     | kr. Hellenów, Jerzy I (1845–1913) ∞ 1867 Olga Konstantynowna Romanowa (1851–1926)        | kr. Hellenów, Jerzy I (1845–1913) ∞ 1867 Olga Konstantynowna Romanowa (1851–1926) | kr. Hellenów, Jerzy I (1845–1913) ∞ 1867 Olga Konstantynowna Romanowa (1851–1926)  | kr. Hellenów, Jerzy I (1845–1913) ∞ 1867 Olga Konstantynowna Romanowa (1851–1926)  | Ludwik Battenberg (1854–1921) ∞ 1884 Wiktoria Heska (1863–1950)           | Ludwik Battenberg (1854–1921) ∞ 1884 Wiktoria Heska (1863–1950)     | Ludwik Battenberg (1854–1921) ∞ 1884 Wiktoria Heska (1863–1950)      | Ludwik Battenberg (1854–1921) ∞ 1884 Wiktoria Heska (1863–1950)             |
| Rodzice                        | Andrzej Glücksburg (1882–1944) ∞ 1903 Alicja Battenberg (1885–1969)                      | Andrzej Glücksburg (1882–1944) ∞ 1903 Alicja Battenberg (1885–1969)               | Andrzej Glücksburg (1882–1944) ∞ 1903 Alicja Battenberg (1885–1969)                | Andrzej Glücksburg (1882–1944) ∞ 1903 Alicja Battenberg (1885–1969)                | Andrzej Glücksburg (1882–1944) ∞ 1903 Alicja Battenberg (1885–1969)       | Andrzej Glücksburg (1882–1944) ∞ 1903 Alicja Battenberg (1885–1969) | Andrzej Glücksburg (1882–1944) ∞ 1903 Alicja Battenberg (1885–1969)  | Andrzej Glücksburg (1882–1944) ∞ 1903 Alicja Battenberg (1885–1969)         |
| Teodora Glücksburg (1906–1969) |                                                                                          |                                                                                   |                                                                                    |                                                                                    |                                                                           |                                                                     |                                                                      |                                                                             |